# Phemonoides ochreosticticus
Phemonoides ochreosticticus là một loài bọ cánh cứng trong họ Cerambycidae.